# 奥山融
奥山 融（おくやま とおる、1924年1月21日 - 2009年11月7日）は、日本の実業家・映画プロデューサー。元松竹株式会社社長。創業家である白井家、大谷家以外からは永山武臣以来2人目の社長であった。父は元松竹専務の奥山市三、次男は元松竹専務でチームオクヤマ代表の奥山和由。

## 経歴
京都市出身。京都府立京都第一中学校、第五高等学校を経て、1947年京都帝国大学法学部政治学科卒業。同年大和証券入社。1951年松竹入社。主に映画興行部門、国際部門を歩き、1955年プロデューサー、国際部長を経て1968年取締役、1971年常務、1974年専務、1978年副社長。1986年、松竹大船撮影所50周年を期して「ニュー大船調」を打ち出す。1991年社長に就任。黒澤明監督『八月の狂詩曲』などを手掛けたほか、創業100周年記念として「鎌倉シネマワールド」をオープンさせた。また、シネマコンプレックスの展開、映画ファンドの設立、CS放送への参入など映像部門で積極的な事業拡大を図った。
1998年1月、業績不振を理由に社長を解任され、専務で次男の和由ともども松竹から“追放”される。
その後、CS放送の新チャンネルを開局する準備を始め、健康・医療専門の「ヘルスネットチャンネル」として認可も受けたが断念。インターネットに転じて、中高年向け情報サイト「ベストライフ」を運営する。最晩年は心筋梗塞で倒れ、その病床で半生記を執筆し、映画業界への提言をまとめていたという。遺書によってその死はしばらく伏せられていた。

## 人物
妻は横地石太郎の三男・静夫の次女。

## 主な作品
- 『抱いて頂戴』（1961年） - 製作
- 『上海バンスキング』（1984年） - 製作総指揮
- 『キネマの天地』（1986年） - 製作総指揮
- 『ヴイナス戦記』（1989年） - 製作
- 『利休』（1989年） - 製作総指揮
- 『死の棘』（1990年） - 製作総指揮
- 『八月の狂詩曲』（1991年） - ゼネラルプロデューサー
- 『小津と語る Talking With Ozu』（1993年） - 製作総指揮